# 武蔵町 (金沢市)
武蔵町（むさしまち）は、石川県金沢市の町名。丁目を持たない単独町名であり、全域で住居表示実施済み。

## 地理
- 国道157号（百万石通り）が南に通り、南町の中間に位置している。
- 武蔵ヶ辻交差点は金沢駅と香林坊を結ぶ交通の要衝である。

## 歴史
- 武蔵町の歴史は江戸時代初期に遡る。

## 事業所

### 商業施設
- 金沢エムザ

### 公共機関・事業所
- 金沢近江町郵便局
- 金沢市 近江町市民サービスセンター（近江町いちば館内）
- ITビジネスプラザ武蔵
- 北國銀行武蔵ヶ辻支店
- 三井住友銀行金沢支店
- 三井住友信託銀行金沢支店
- 三井住友信託銀行金沢中央支店
- あおぞら銀行金沢支店

### その他
- 金沢スカイホテル
- ホテルリソルトリニティ金沢

### 過去に存在した施設
- ダイエー金沢店（2002年10月31日に廃店）

## 小・中学校の学区
市立小・中学校に通う場合、学区は以下のとおりとなる。
| 番・番地等 | 小学校             | 中学校             |
| ---------- | ------------------ | ------------------ |
| 全域       | 金沢市立中央小学校 | 金沢市立長町中学校 |

## 交通

### バス
武蔵ヶ辻・近江町市場バス停のうち、北鉄バスの5・6番のりばと西日本ジェイアールバスの金沢駅方面のりばが町内に位置する。

### 道路
- 国道157号（国道305号と重複）
- 国道159号（国道249号および国道359号と重複）
- 石川県道13号金沢停車場線（石川県道60号金沢田鶴浜線と重複）

### 鉄道
- 北陸鉄道金沢市内線が1919年（大正8年）に開業したが、1967年（昭和42年）2月11日に全線廃止された。

## 隣接する区域
- 袋町
- 玉川町
- 高岡町
- 青草町
- 安江町
- 彦三町